# Ju Dou
 Ju Dou (chiń. 菊豆; pinyin Jú Dòu) – chińsko-japoński film dramatyczny z 1990 roku w reżyserii Zhanga Yimou.
Był to pierwszy w historii chiński film nominowany do Oscara. Ze względu na polityczne podteksty przez 2 lata, do 1992 roku, jego wyświetlanie w Chinach było zakazane przez cenzurę.

## Fabuła
Jinshan, stary brutalny właściciel farbiarni, kupuje trzecią z kolei żonę – Ju Dou, która ma mu urodzić upragnionego syna. Bita i poniżana przez chorego męża, uwodzi Tianqinga, przybranego bratanka starca i rodzi jego dziecko, któremu zostaje nadane imię Tianbai. Jinshan podejrzewając, że nie jego syna urodziła Ju Dou, najpierw stara się zabić dziecko, gdy mu się to nie udaje, wpaja młodemu potomkowi rodu, że to on jest jego ojcem.

## Obsada
Źródło: The Internet Movie Database
- Gong Li – Ju Dou
- Zheng Ji’an – Yang Tianbai (dorosły)
- Li Wei – Yang Jinshan
- Yi Zan – Yang Tianbai (dziecko)
- Li Baotian – Yang Tianqing

## Wyróżnienia
Źródło: Filmweb
- 1991 – nominacja do Oscara w kategorii najlepszy film nieanglojęzyczny
- 1991 – nominacja do Złotej Palmy
- 1991 – nagroda Amanda dla najlepszego filmu zagranicznego